# Kanagawa-juku

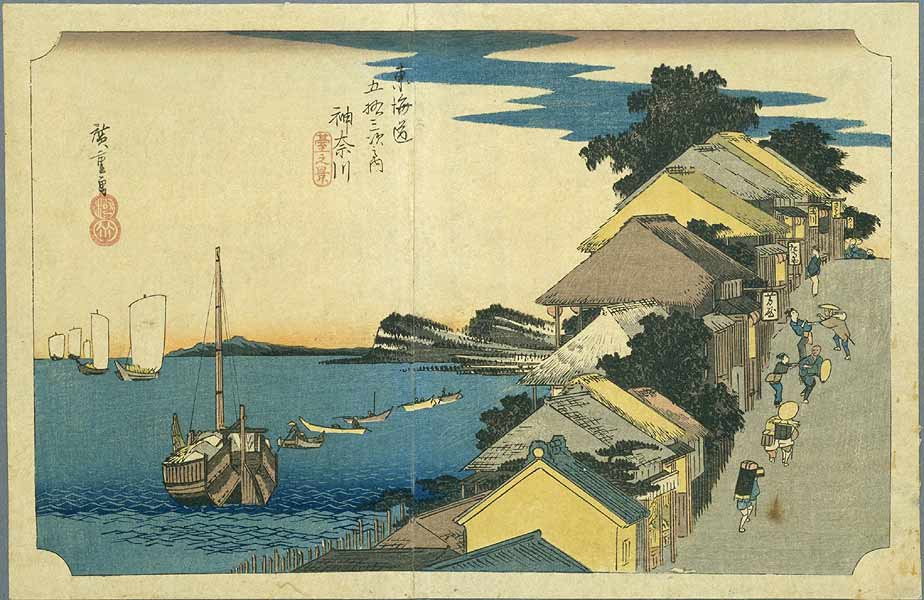
Kanagawa-juku dans les années 1830, estampe de Hiroshige de la série Les Cinquante-trois Stations du Tōkaidō.

Kanagawa-juku (神奈川宿, Kanagawa-juku) était la troisième des cinquante-trois stations du Tōkaidō. Elle se trouve à Kanagawa-ku dans la ville de Yokohama, préfecture de Kanagawa au Japon. Nombre de ses éléments historiques furent détruits par le séisme de 1923 de Kantō et les bombardements de la Seconde Guerre mondiale.

## Histoire
Kanagawa-juku fut établie parallèlement au port de Kanagawa et dut sa prospérité au fait d'être située sur la route qu'empruntaient les marchandises en direction de la province de Sagami. Bien que l'endroit ait été officiellement choisi pour installer le port, celui-ci fut finalement ouvert sur la rive opposée de ce qui est à présent Naka-ku, Yokohama.
Après que le pays s'est ouvert au commerce international, le centre du commerce se déplaça sur la rive opposée. En 1889 fut établie la ville de Kanagawa qui se fondit avec Yokohama en 1901.